# Naparstnica wełnista

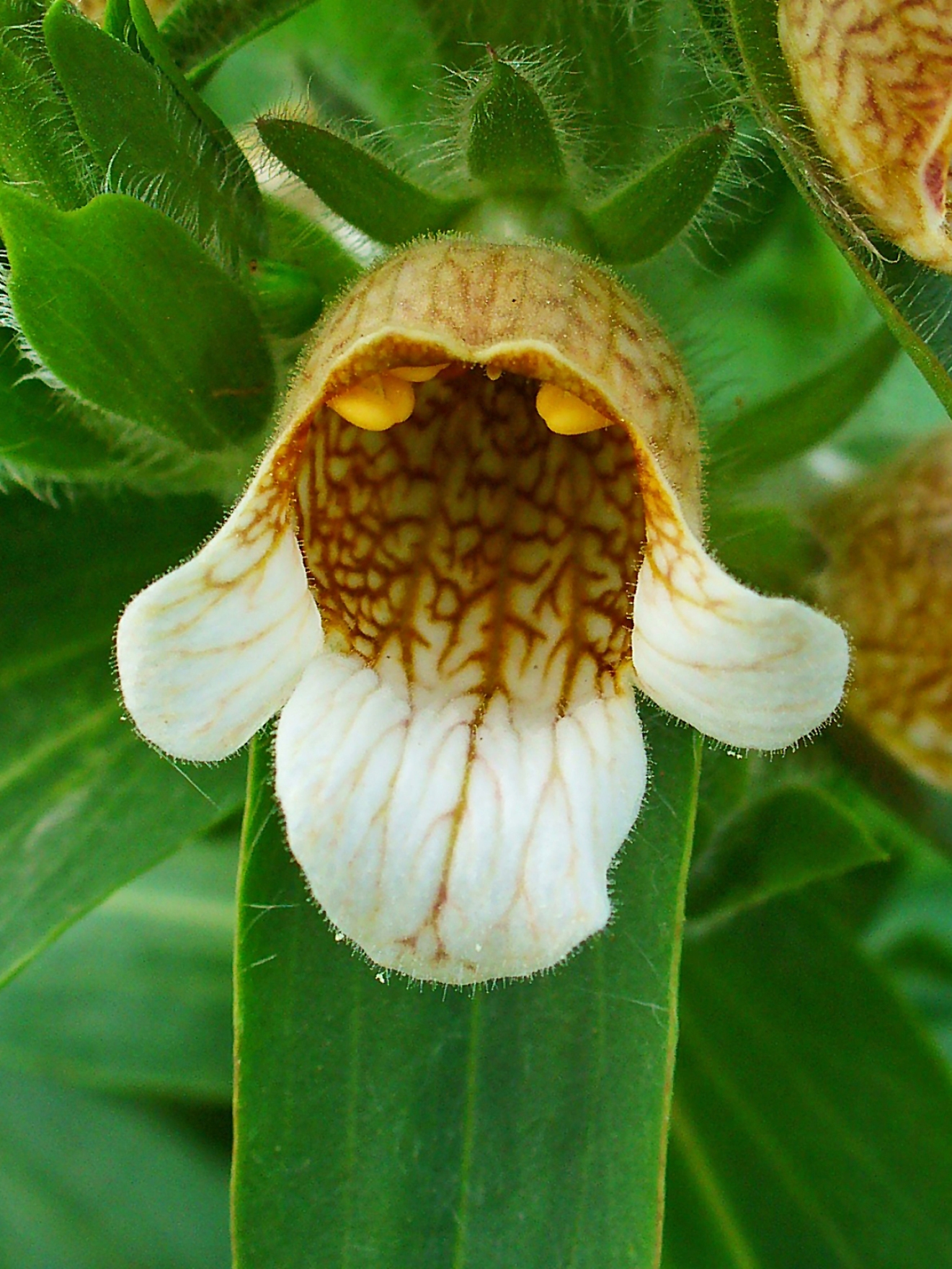
Kwiat naparstnicy wełnistej

Naparstnica wełnista (Digitalis lanata Ehrh.) – gatunek roślin należący do rodziny babkowatych (według systemów XX-wiecznych do trędownikowatych). Roślina pochodzi z Europy Południowej i Turcji. W wielu regionach świata jest uprawiana jako roślina lecznicza. Uprawia się ją również w Polsce, czasami dziczeje przejściowo (efemerofit).

## Morfologia
Część podziemnaPosiada korzeń palowy, silnie rozgałęziony.
ŁodygaPojedyncza, gruba łodyga wyrasta do 100 cm wysokości. W górnej swojej części jest okryta gęstymi, drobnymi włoskami.
LiścieW pierwszym roku z korzenia wyrasta przy ziemi różyczka lancetowatych liści. W drugim roku dopiero wyrasta łodyga z liśćmi i kwiatami. Liście na łodydze ustawione są skrętolegle, całobrzegie lub piłkowane, równowąskie, posiadają wyraźne łukowato-równoległe unerwienie. Na dolnej stronie delikatnie omszone. Liście łodygowe są siedzące.
KwiatyWyrastają w górnej części łodygi tworząc grono. Dość duże (do 25 mm długości), zwieszające się w dół, rosnące na gruczołowato omszonych, krótkich szypułkach, mają brązowo-żółty kolor z fioletowymi pasemkami. Są to kwiaty grzbieciste, dwuwargowe, kielich kwiatowy mają omszony. Dolna warga jest biała, szeroka i wywinięta w dół. Pręciki są 4, słupek 1.
OwoceTorebki o jajowatym kształcie, pękające wzdłużnie. W torebce znajduje się bardzo dużo drobnych, czarnych nasion.

## Biologia
Roślina dwuletnia. Kwitnie od czerwca do września. Roślina trująca: zawarte w roślinie glikozydy kumulują się w mięśniu sercowym, co sprawia, że spożycie zbyt dużej dawki wywołuje zaburzenia pracy serca (dodatkowe skurcze komorowe, tętno bliźniacze, kołatanie serca), przy dalszym zażywaniu może nastąpić migotanie komór i zapaść.

## Zastosowanie
- Roślina lecznicza. Lecznicze własności naparstnicy odkrył pod koniec XVIII wieku szkocki lekarz Whitering. Dawniej do celów leczniczych stosowano dziko rosnącą naparstnicę zwyczajną oraz uprawianą naparstnicę purpurową. Obecnie w Polsce używa się w celach farmakologicznych wyłącznie uprawianej naparstnicy wełnistej.
  - Surowiec zielarski : Liście (Folium Digitalis lanatae). Zbiera się je z jednorocznych roślin, przy słonecznej pogodzie, a następnie suszy.
  - Działanie : Zawiera saponiny, flawonoidy, glikozydy pierwotne (lanatozydy ABCD) i glikozydy wtórne, wśród których najważniejsza jest digoksyna. Substancje te mają działanie inotropowe dodatnie - zwiększają kurczliwość mięśnia sercowego poprawiając pracę serca jako pompy. Pod ich wpływem serce pracuje wolniej, ale wydajniej. Stosowana jest w leczeniu chorób serca (niewydolność krążenia pochodzenia sercowego), najczęściej w postaci nalewki. Wchodzi też w skład różnych leków, z których najważniejsza to digoksyna. Naparstnica kumuluje się w organizmie, jest rośliną trującą, ma mały indeks terapeutyczny. Z tego względu stosowana może być tylko pod kontrolą lekarza[5]. Z uwagi na niski indeks terapeutyczny i zsyntetyzowanie wielu grup leków poprawiających wydolność krążenia - w XXI wieku rola naparstnicy jest mniejsza niż przed laty.

## Obecność w kulturze
Trujące właściwości rośliny zostały wykorzystane w filmie Casino Royale.